# Окуносима
Окуносима (яп. 大久野島 о:куносима/о:кунодзима) — небольшой остров во Внутреннем Японском море вблизи города Такехара, префектура Хиросима. Сюда можно добраться на пароме из Таданоуми и Омисима. На острове есть кемпинги, пешеходные тропы и места, представляющие исторический интерес. Его неофициальное название «Остров кроликов» (яп. ウサギの島 усаги но сима) из-за многочисленных диких кроликов, которые обитают на острове и совсем не боятся людей.
Окуносима играл ключевую роль во время Второй мировой войны как фабрика отравляющих газов для большей части химической войны, которая проводилась в Китае.

## История
Остров был возделываемой территорией до Русско-японской войны, когда для его защиты было построено десять фортов. На острове жили три рыбацкие семьи.
В 1925 году Императорский институт науки и техники японской армии инициировал секретную программу по разработке химического оружия, основанную на обширных исследованиях, которые показали, что химическое оружие производится на всей территории Соединённых Штатов и Европы. В период с 1927 по 1929 год на острове был построен завод по производству химических боеприпасов, где располагался завод по производству химического оружия, который впоследствии производил более шести килотонн иприта и слезоточивого газа. После этого остров был удалён с карт и само его существование до окончания Второй мировой войны тщательно скрывалось военными картографами.
Япония подписала Женевский протокол 1925 года, который запрещал использование, но не разработку и хранение химического оружия. Тем не менее, Япония приложила все усилия, чтобы сохранить завод по производству химических боеприпасов в секрете. Остров был выбран из-за его изоляции, безопасности и удалённости от Токио и других районов на случай стихийного бедствия. Под юрисдикцией японских военных, местный завод по консервированию рыбы был превращен в реактор с токсичным газом. Жителям и потенциальным работникам не сообщали, что производит завод, и всё держалось в секрете. Условия труда были тяжёлыми, и многие страдали от болезней, связанных с отравлением, из-за неадекватного защитного снаряжения.
Когда Вторая мировая война закончилась, документы, касающиеся завода, были уничтожены, а союзные оккупационные силы утилизировали газ. Людям сказали молчать о проекте, и пройдет несколько десятилетий, прежде чем пострадавшим от завода будет оказана государственная помощь для лечения. В 1988 году был открыт Музей ядовитых газов Окуносима.

## Настоящее время
Остров в настоящее время населён большой популяцией кроликов. Многие из них произошли от кроликов, намеренно выпущенных на волю, когда после Второй мировой войны остров превратился в парк. Во время войны кролики также использовались на заводе по производству химических боеприпасов и использовались для проверки эффективности химического оружия, но эти кролики были усыплены или убиты, когда завод был снесён, и не имеют отношения к кроликам, живущим в настоящее время на острове. Охота на кроликов запрещена, а собаки и кошки не допускаются на остров. В 2015 году BBC представила короткометражный телесериал «Домашние животные — дикие сердцем» о поведении домашних животных, которых изображали кролики на острове. В сериале также были показаны туристы, приходящие покормить кроликов.
Руины старых фортов и газового завода до сих пор существуют по всему острову, но вход туда запрещён, так как это слишком опасно. Поскольку он является частью системы национальных парков Внутреннего моря Японии, здесь есть ресурсный центр и музей.

## Музей ядовитых газов

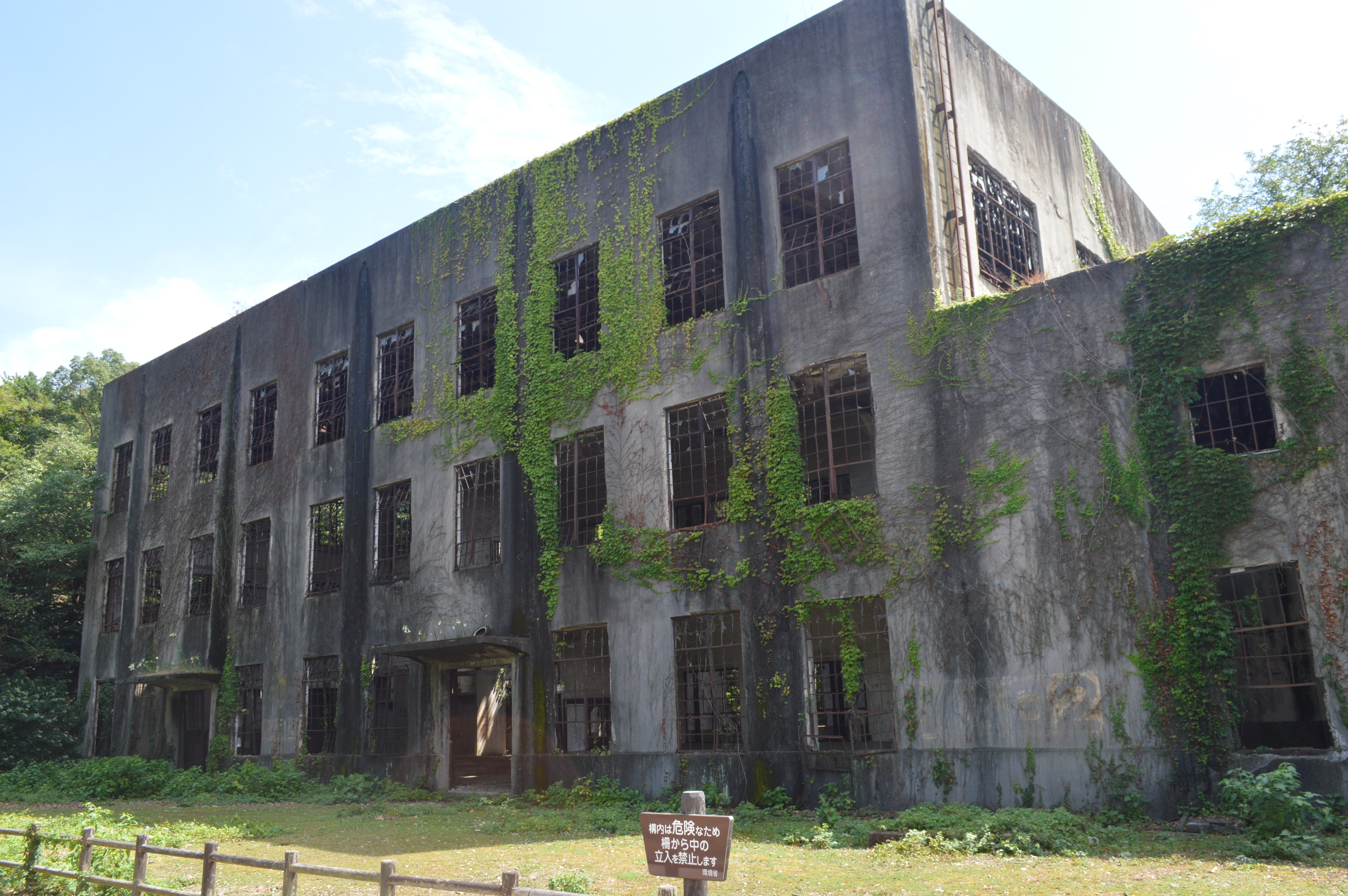
Руины завода по производству газа (и изображенной здесь электростанции, которая его снабжала) стоят и сегодня.

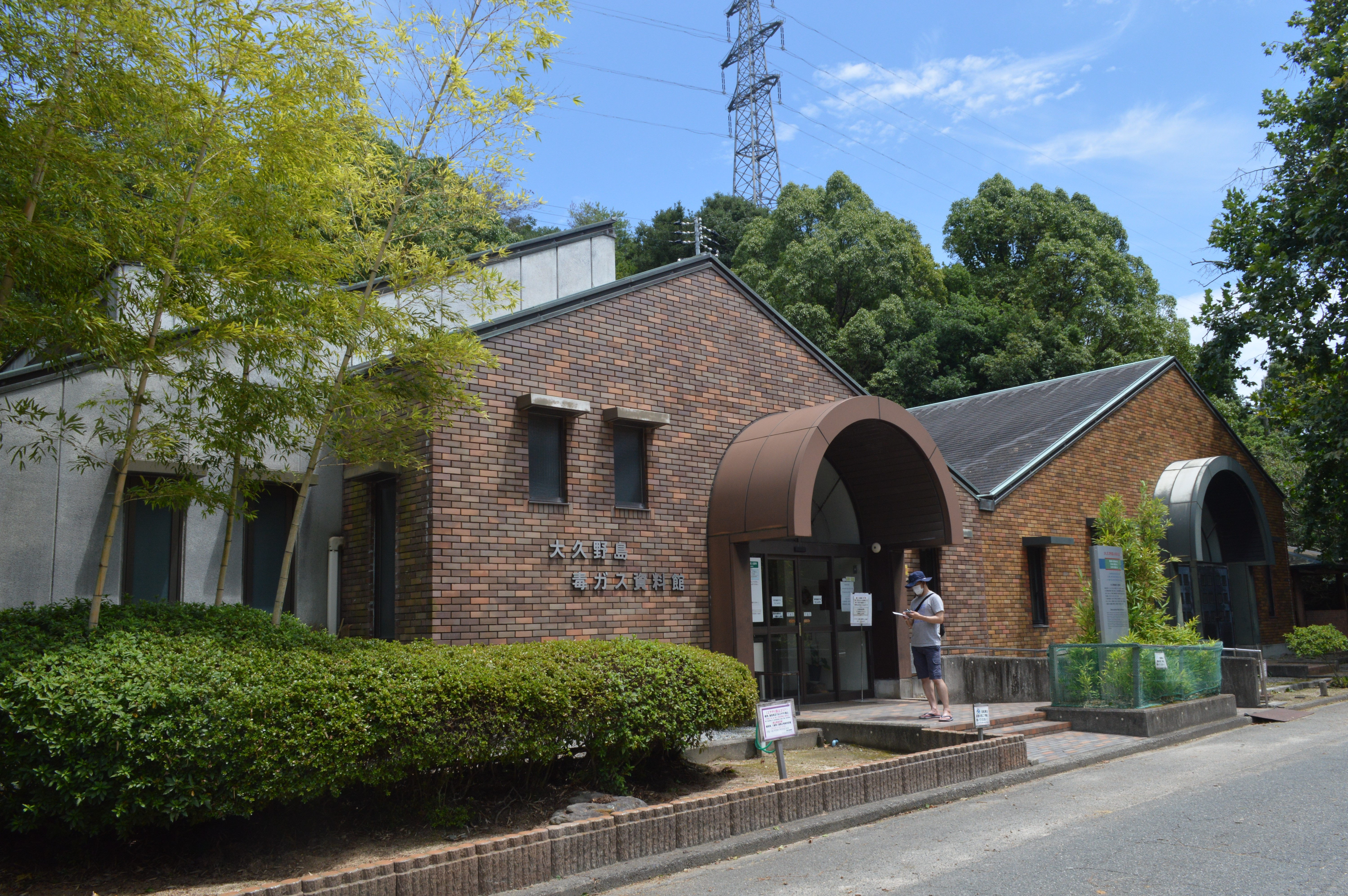
Музей ядовитых газов открылся в 1988 году, чтобы рассказать людям о роли острова во Второй мировой войне.

Музей ядовитых газов был открыт в 1988 году и был создан для того, чтобы предупредить как можно больше людей об ужасных истинах о ядовитых газах. Как выразился его куратор Мураками Хацуити в интервью The New York Times : «Я надеюсь, что люди увидят музей в Хиросиме, а также этот музей, чтобы они узнали, что мы [японцы] были и жертвами, и агрессорами. в войне. Я надеюсь, что люди осознают обе стороны и признают важность мира».
Небольшой музей состоит всего из двух комнат и дает общее представление о строительстве химического завода, условиях работы и воздействии ядовитого газа на человека. Семьи рабочих, пострадавших от тяжёлых условий труда, пожертвовали многочисленные артефакты, чтобы рассказать историю тяжёлого положения рабочих. Во втором зале показано, как ядовитый газ воздействует на организм человека через лёгкие, глаза, кожу и сердце. Изображения жертв из Ирака и Ирана дополняют экспозицию музея.
Музей также предлагает путеводители по многочисленным остаткам фортов времен Второй китайско-японской войны и заводу по производству отравляющих газов. Большинство зданий обветшало, но все же узнаваемо.
Музей ориентирован в первую очередь на японских туристов, но в общей сводке по каждому разделу даются английские переводы.

## Прочие здания и сооружения

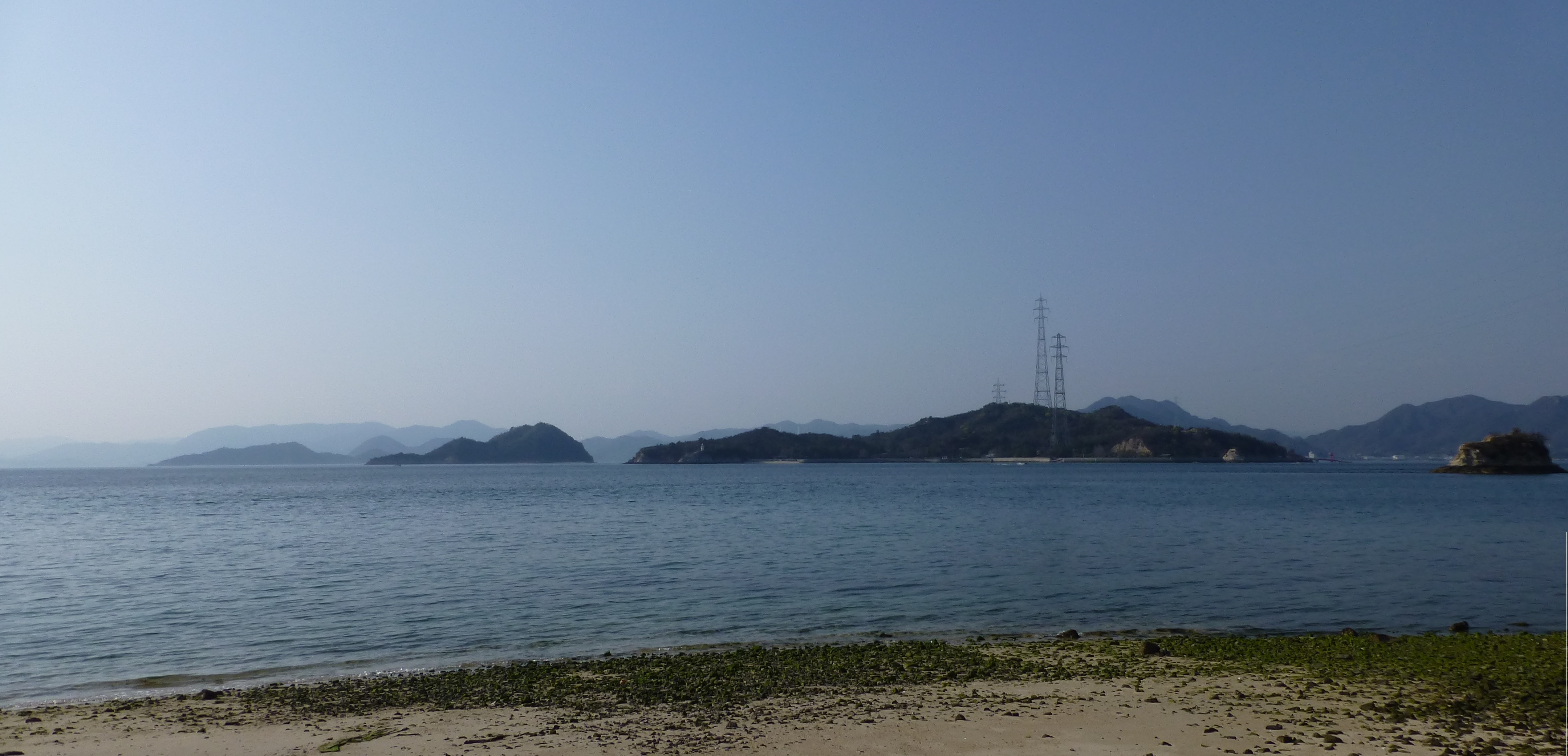
Вид на Окуносиму с острова Омисима на юго-востоке. Пилон справа имеет высоту 226 метров и является самым высоким в Японии

Остров соединён с Такехарой на материке пересечением линий электропередач Тюси, самой высокой линией электропередач в Японии.

## Путешествие
Доступ к Окуносиме из материковой части Японии осуществляется на поезде Санъё Синкансэн до станции Михара (там останавливается только Кодама). В Михаре путешественники садятся на местный поезд линии Куре до Таданоуми, а оттуда идут пешком до терминала и садятся на паром. Habu Shosen теперь также курсирует прямые паромы из порта Михара в Окуносима по выходным.